# Ďurťuli
Ďurťuli (rusky Дюртюли, baškirsky Дүртөйле) je město v Baškortostánu v Ruské federaci. Při sčítání lidu v roce 2010 mělo přes jednatřicet tisíc obyvatel.

## Poloha
Ďurťuli leží v jižním předhůří Uralu na levém, jihozápadním břehu Belaji, přítoku Kamy v povodí Volhy. Od Ufy, hlavního města republiky, je vzdáleno přibližně 125 kilometrů severozápadně.

## Dějiny
První zmínka o Ďurťuli je z konce 18. století. Do konce 19. století se vyvinulo ve významnou obchodní obec. Po objevení ropy došlo k dalšímu rozvoji a Ďurťuli také získalo v roce 1964 status sídlo městského typu. Městem je od roku 1989.

## Kulturní památky
- Parky
  - Park Alexandra Matrosova
  - Park Ivanaevsky zahrada